# Anglès (Girona)
Anglès település Spanyolországban, Girona tartományban. Anglès La Cellera de Ter, Sant Julià del Llor i Bonmatí, Bescanó, Brunyola és Osor községekkel határos. Lakosainak száma 5969 fő (2024).

## Népesség
A település népessége az elmúlt években az alábbi módon változott:
| Lakosok száma | 338  | 1339 | 2837 | 4026 | 5132 | 5096 | 5569 | 5606 | 5599 | 5969 |
|               | 1717 | 1887 | 1936 | 1960 | 1986 | 2004 | 2009 | 2014 | 2019 | 2024 |